# 博伊什瓦拉鄉
45°26′N 24°23′E / 45.433°N 24.383°E
博伊什瓦拉鄉（羅馬尼亞語：Comuna Boișoara, Vâlcea），是羅馬尼亞的鄉份，位於該國西南部，由沃爾恰縣負責管轄，面積77平方公里，海拔高度585米，2002年人口1,484，人口密度每平方公里19人。